# Chiesa di Santo Stefano (Novella, Italia, Cloz)
La chiesa di Santo Stefano è la parrocchiale  a Cloz, frazione di Novella, in Trentino. Fa parte della zona pastorale delle Valli del Noce e risale al XII secolo.

## Storia

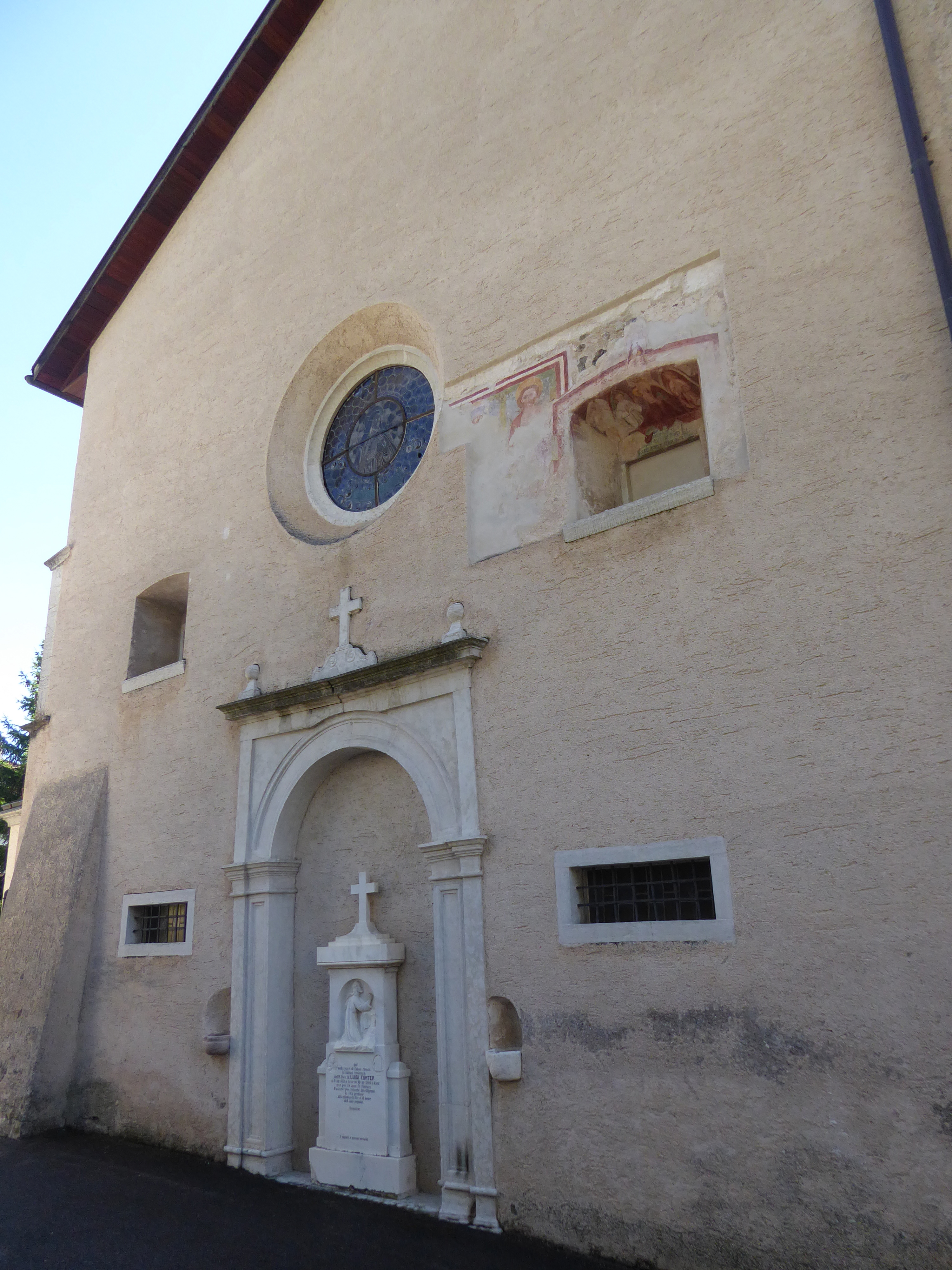
La facciata della chiesa precedente, ora parete esterna del transetto

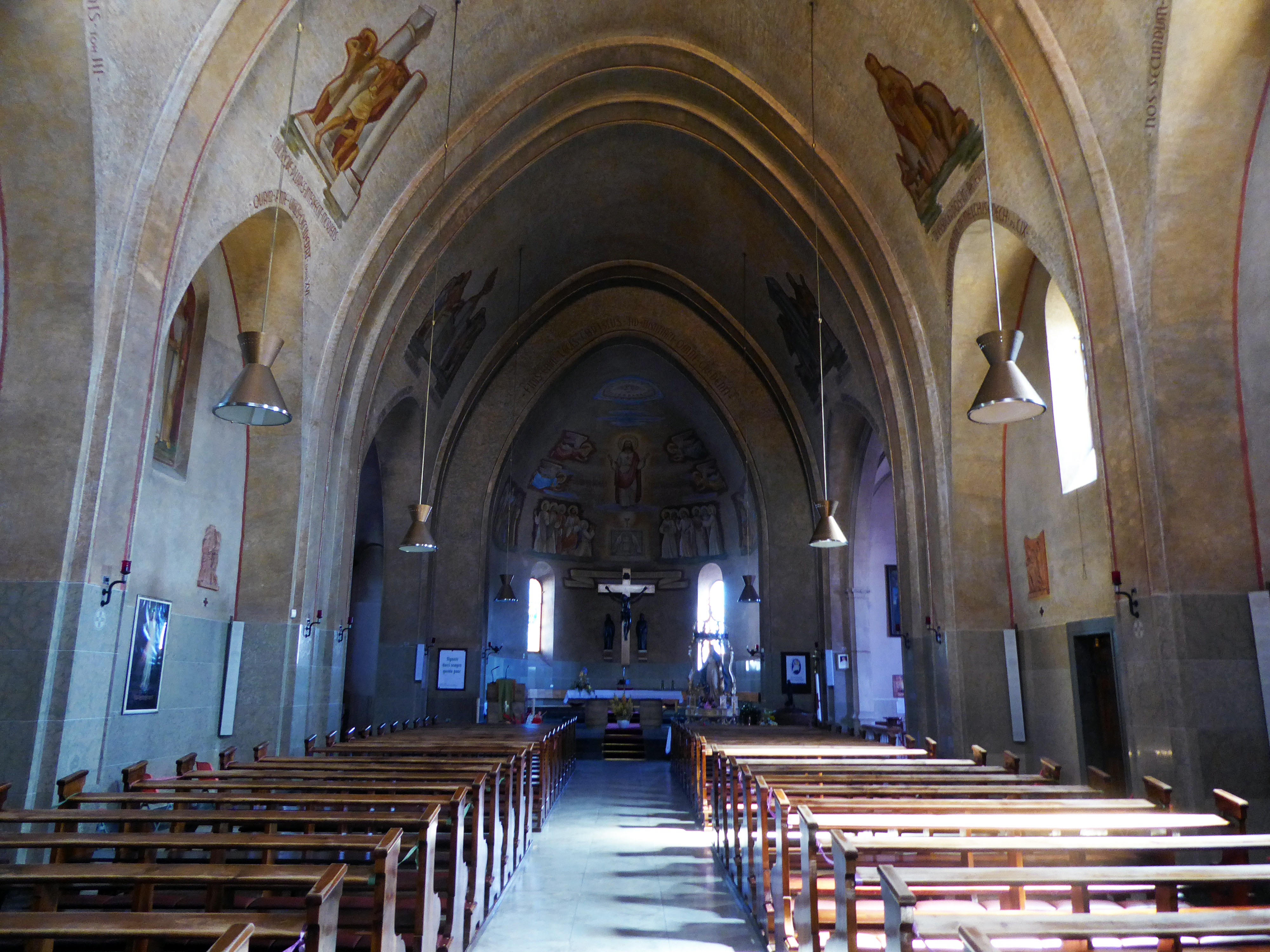
Interno

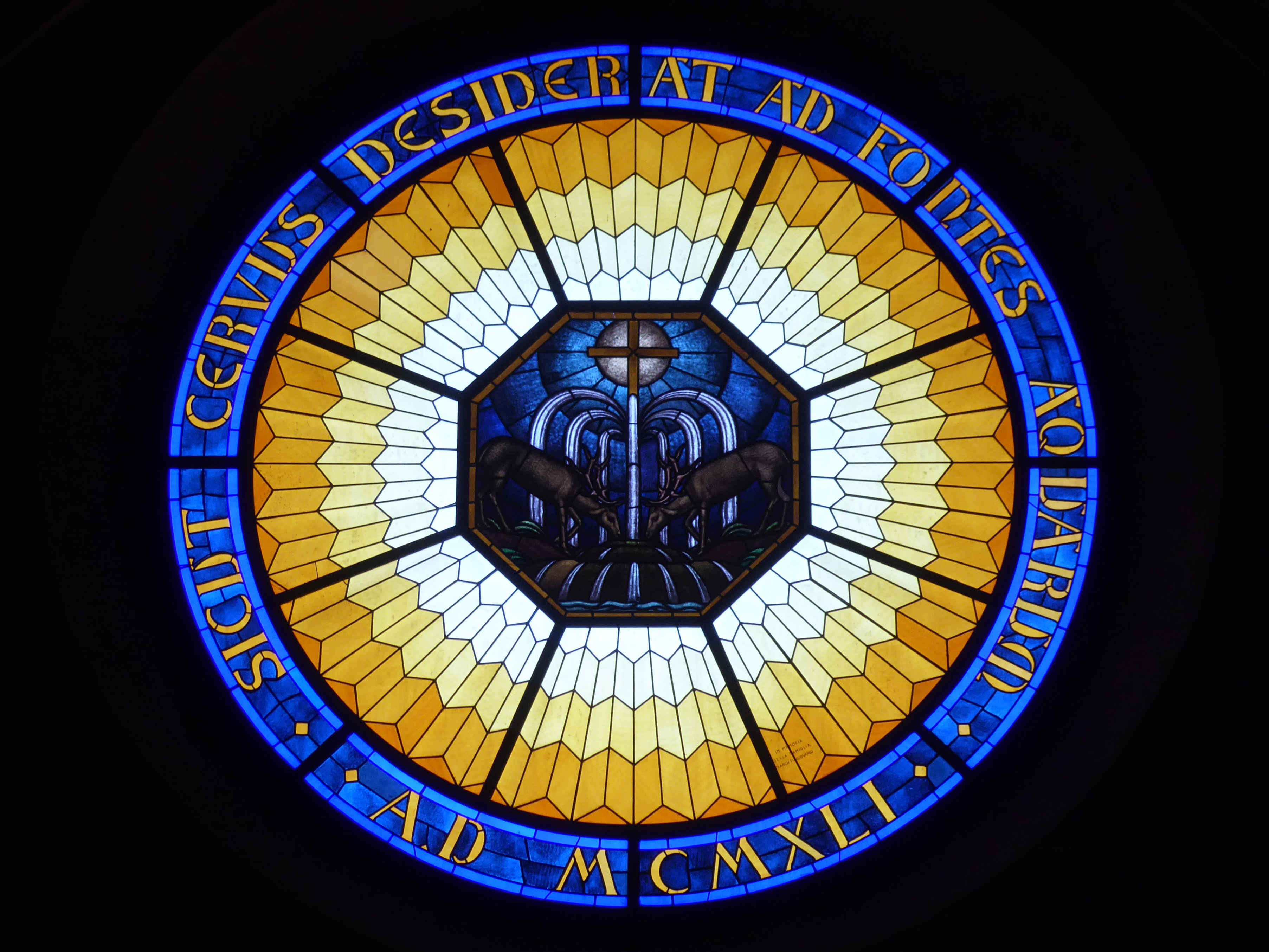
Rosone

Il primo riferimento alla pieve di Cloz risale a documenti redatti nell'anno 1183 poi, nel 1320, venne nuovamente ricordata con la pieve di Revò e descritta come già esistente durante il periodo nel quale la diocesi di Trento era retta dal principe vescovo Adalberone (1084-1106).
Nella prima metà del XV secolo fu quasi certamente oggetto di una ricostruzione tuttavia non si hanno informazioni sull'aspetto e sulle dimensioni dell'edificio originario, e neppure sulla sua data esatta di erezione.
La solenne consacrazione venne celebrata alla conclusione dei lavori, nel 1451, e fu officiata dal vescovo suffraganeo di Trento Alberto da Tridino.
Nella seconda metà del secolo successivo venne richiesta all'autorità religiosa la possibilità di restaurare e riedificare in parte l'edificio quattrocentesco che si trovava in cattive condizioni. I lavori ottennero le necessarie autorizzazioni e dagli atti di una visita pastorale redatti nel 1579 si desume che l'edificio fosse stato ultimato e nella zona del coro fossero presenti affreschi.
La torre campanaria venne eretta nel 1620 e negli anni successivi la chiesa venne restaurata, in particolare venne rifatta la volta sul coro. Quasi un secolo dopo la torre campanaria ebbe bisogno di un intervento conservativo.
Verso la fine del XIX secolo l'edificio venne ampliato con la costruzione di una nuova cappella laterale con dedicazione a San Giuseppe poi, a partire dagli anni quaranta del secolo successivo, seguendo il progetto di Efrem Ferrari l'intero edificio venne quasi completamente ricostruito. Della chiesa originaria rimase la parte poi divenuta transetto dell'edificio moderno mentre furono demolite le parti delle cappelle laterali. Ultimate le opere strutturali si procedette con l'arricchimento decorativo, al quale lavorò Carlo Bonacina, e con la costruzione dell'organo, affidata alla ditta Mascioni.
La solenne consacrazione venne celebrata nel 1942 dall'arcivescovo di Trento Carlo De Ferrari.
In seguito, negli anni settanta, venne realizzato l'adeguamento liturgico e poi, nel 2005, vennero restaurati l'orologio e la copertura della torre campanaria oltre al portale maggiore sul prospetto principale.

## Descrizione
La chiesa sorge in posizione leggermente elevata e su un sito intermedio tra Villa di fuori e Villa di dentro, che costituiscono i due nuclei storici di Cloz. La torre campanaria con tipica parte apicale ricoperta a scandole aderisce al transetto occidentale. La facciata ospita il portale monumentale in porfido e sulla sua cimasa il Cristo Re è opera di Stefano Zuech. Il transetto, con orientamento est-ovest, costituisce la parte originaria in stile gotico della struttura medievale.
L'interno è decorato dai dipinti murali di Carlo Bonacina al quale si devono anche le stazioni della Via Crucis in cotto. Il grande altare barocco in legno presente nel transetto est, che costituiva l'antica abside, conserva un frammento dello storico trittico quattrocentesco con Lapidazione di Santo Stefano e Sante Caterina e Barbara. La tela con Santo Stefano appesa vicina è di Mattia Lampi mentre la Madonna del Rosario nella sala è attribuita a Luigi Guibuzzi e il calvario bronzeo sull'altar maggiore potrebbe essere opera di Pietro Tacca, discepolo di Giambologna.